# St. Peter und Paul (Aurach)

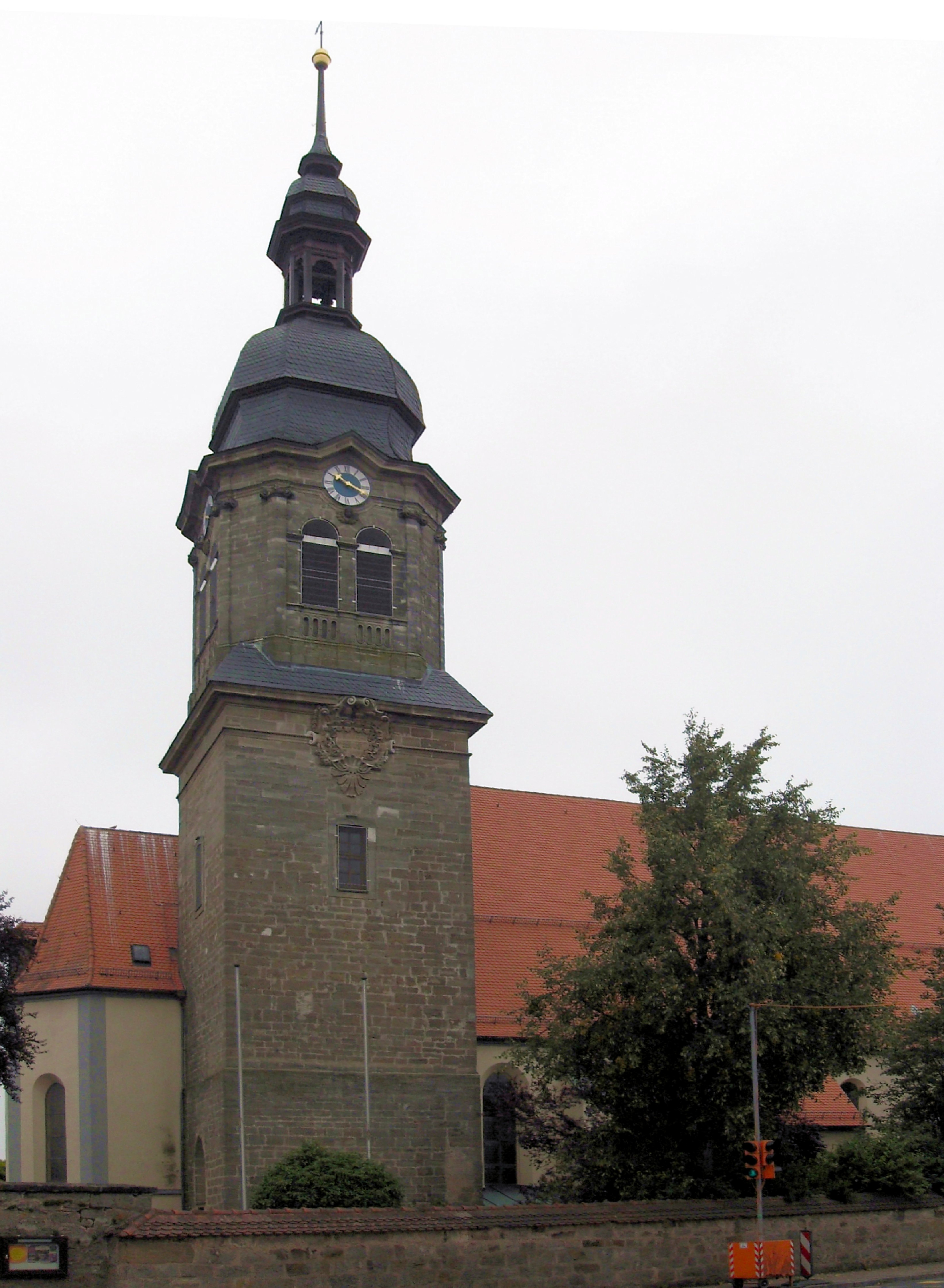
Die Auracher Pfarrkirche St. Peter und Paul, von Norden her gesehen

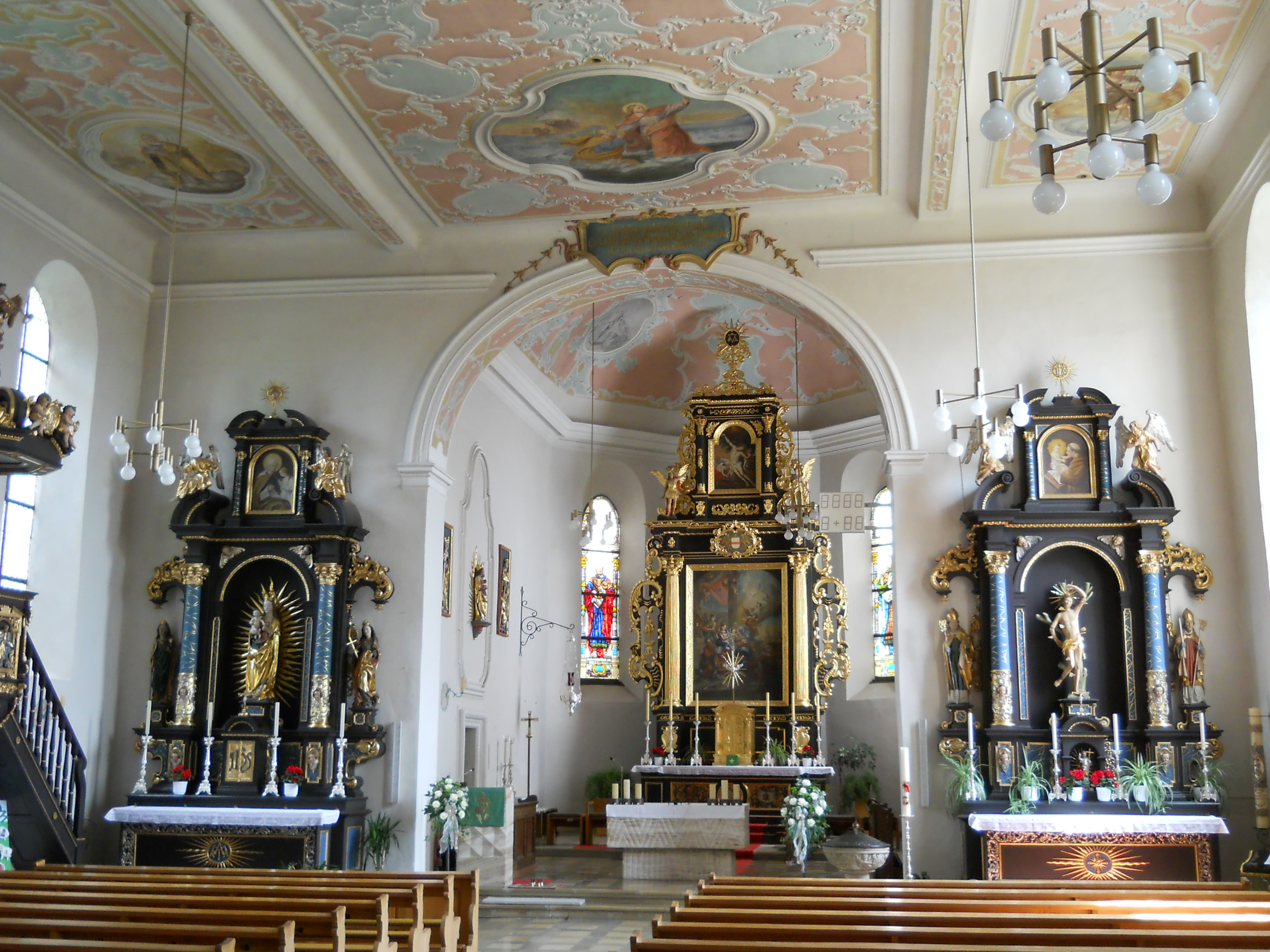
Blick zu den Altären

St. Peter und Paul ist eine katholische, durch den Barock geprägte Pfarrkirche in Aurach im mittelfränkischen Landkreis Ansbach, Bayern und im Bistum Eichstätt. Die Kirche liegt am Kirchplatz in der Ortsmitte an der Staatsstraße 1066.

## Baugeschichte
Ein Vorgängerbau, der den Aposteln Petrus und Paulus geweiht war, ist für 1301 überliefert; es wird sich um eine romanische Chorturmkirche des 10./11. Jahrhunderts gehandelt haben. Nachdem Aurach nach 1310 eichstättisch-hochstiftisch geworden war, erfolgte 1350 ein Erweiterungsbau der Kirche; in diesem Jahr wurde Aurach, bisher Filiale der Pfarrei Neunstetten, dem Kollegiatstift Herrieden übergeben.
Eine umfangreiche Erneuerung erfolgte im 15. Jahrhundert nach der nahezu völligen Zerstörung Aurachs im Jahr 1450 durch Söldner des Schwäbischen Städtebundes. 100 Jahre jünger ist die erste Abbildung der Kirche auf einer kolorierten Landkarte. Im Dreißigjährigen Krieg wurde der Choraltar beschädigt, für dessen Wiederherstellung 1681 ein Legat von 110 Gulden gegeben wurde. Wohl unter der Leitung des eichstättisch-fürstbischöflichen Hofbaudirektors Gabriel de Gabrieli erfolgte 1744 durch Handwerker aus Herrieden eine Umgestaltung des oberen Turmgeschosses in die heutige Form. Zwei Jahre später begann die Barockisierung des Innenraumes der Kirche. Die Chorfresken und die diagonal angebrachten Medaillon-Malereien wurden von Hofmaler Johann Michael Franz aufgefrischt. Ein weiterer Eichstätter Künstler, Franz Xaver Horneis, schuf die Stuckaturen. 1873 erfolgte eine erneute Ausmalung des Langhauses.
1934 wurde die Kirche im Westen um 8–11 m verlängert.

## Ausstattung

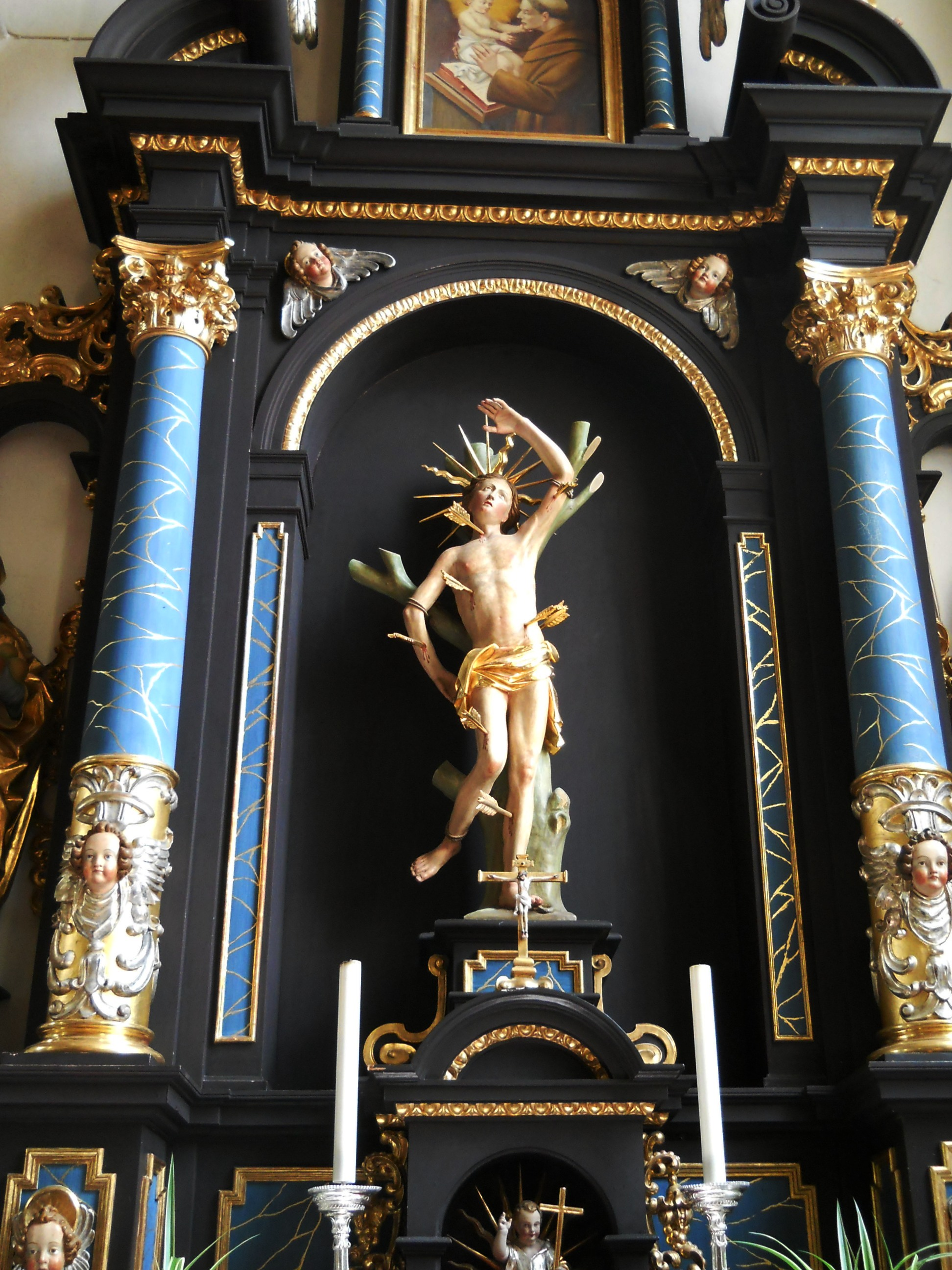
Rechter Seitenaltar (Sebastiansaltar)

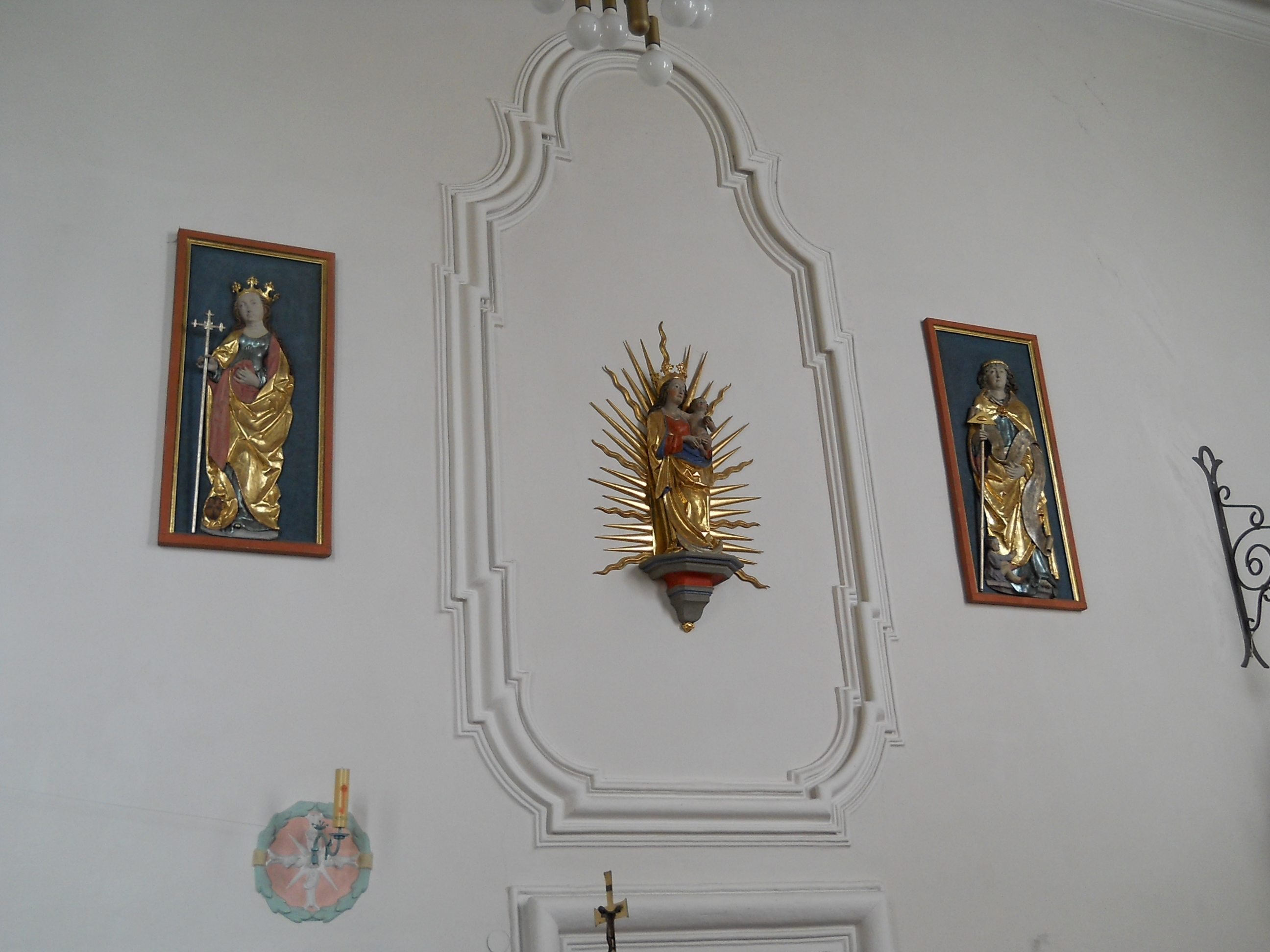
Figuren an der nördlichen Langhauswand

- Der Hochaltar von 1682 hat ein Retabel mit zwei Säulen. Das rechteckige Altarbild von unbekannter Hand der Dinkelsbühler Schule ist den Kirchenpatronen gewidmet: Petrus empfängt vom Jesuskind, das auf dem Schoß Mariens sitzt, die Schlüssel des Himmels; Paulus zeigt auf ein rundbogiges Buch, wohl die Bibel.
- Die neubarocken Seitenaltäre neben dem Chorbogen und die Kanzel schuf 1935 der Bildhauer Jakob Helmer aus Regensburg, der im Bistum Eichstätt mehrere Kirchen ausstattete. Die Schreinfigur der gotischen Madonna auf der Mondsichel auf dem linken Seitenaltar entstand 1480/90 und kam im Zuge der Reformation aus dem ehemaligen Prämonstratenserinnenkloster Sulz nach Aurach;[3] der rechte Seitenaltar zeigt den heiligen Sebastian. Eine Seitenfigur des Marienaltars stellt die heilige Margaretha dar und 1480/90 geschnitzt; die Seitenfigur des Sebastiansaltars ist ein heiliger Nikolaus aus der gleichen Zeit.
- An der nördlichen Chorwand befinden sich eine Mondsichelmadonna vom ausgehenden 14. Jahrhundert und in Rahmen zwei Relieffiguren von circa 1500, die heilige Margaretha und einen heiligen Jüngling, als heiliger Valentin gedeutet, darstellend.
- An der südlichen Chorwand hängt ein Kruzifix mit der trauernden Gottesmutter aus der Barockzeit.
- Zwei weitere Holzstatuen stellen den heiligen Johannes von Nepomuk und den Pestheiligen Rochus dar.
- Unter dem Emporenaufgang ist eine Terrakotta-Pietá von 1430 zu sehen. Sie kam aus der ehemaligen Windshofer Wallfahrtskappel hierher.[3]
- Aus der zweiten Hälfte des 15. Jahrhunderts hat sich mit Verwitterungsschäden ein rundbogiges Steinrelief des hl. Petrus erhalten. Es ist heute in der südlichen Portalvorhalle angebracht.
- Die Orgel stammt von 1934 wurde von der Orgelbauanstalt Steinmeyer in Oettingen gefertigt.
- Von Georg Schneider, Glasmaler in Regensburg, wurde 1920 ein Kriegerdenkmal als Tafel-Mosaik gestaltet.
- Die Ölberggruppe im Anbau der Nordseite, bemalte Holzplastiken, wurden im 17./18. Jahrhundert geschaffen.
- Mehrere Grabdenkmäler an der Außenwand gehen auf das 17. und 18. Jahrhundert zurück. Sie erinnern an frühere adelige Oberamtmänner und Obervögte auf Burg Wahrberg namens von Eyb, von Knörringen, von Zehmen, von Leonrod und Speth von Zwiefalten auf Hettingen und Fünfstetten.[3] Zwei Grabdenkmäler im Vorzeichen sind Pfarrherren des 17. Jahrhunderts gewidmet.

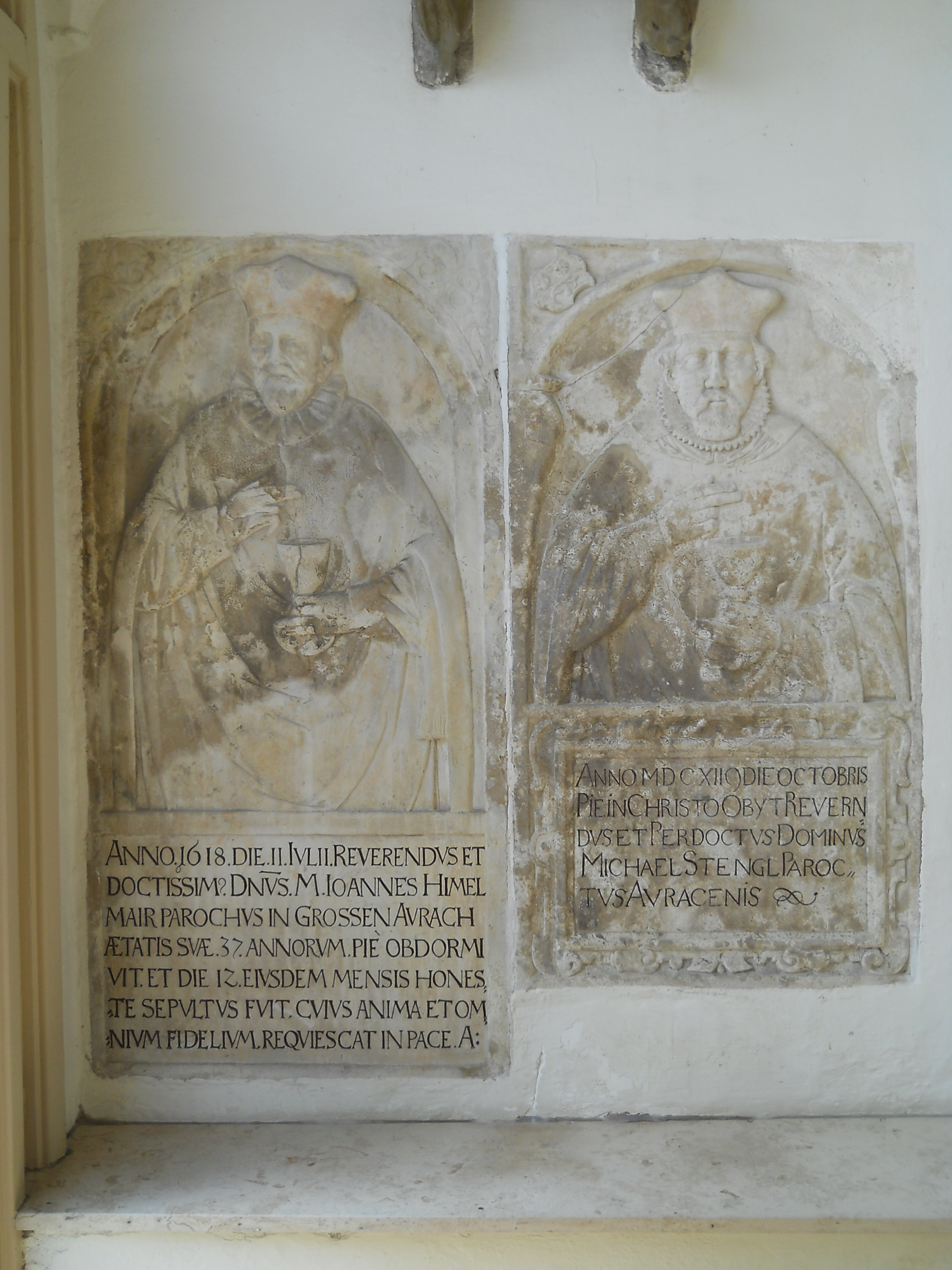
Epitaphe für zwei Pfarrer des 17. Jahrhunderts
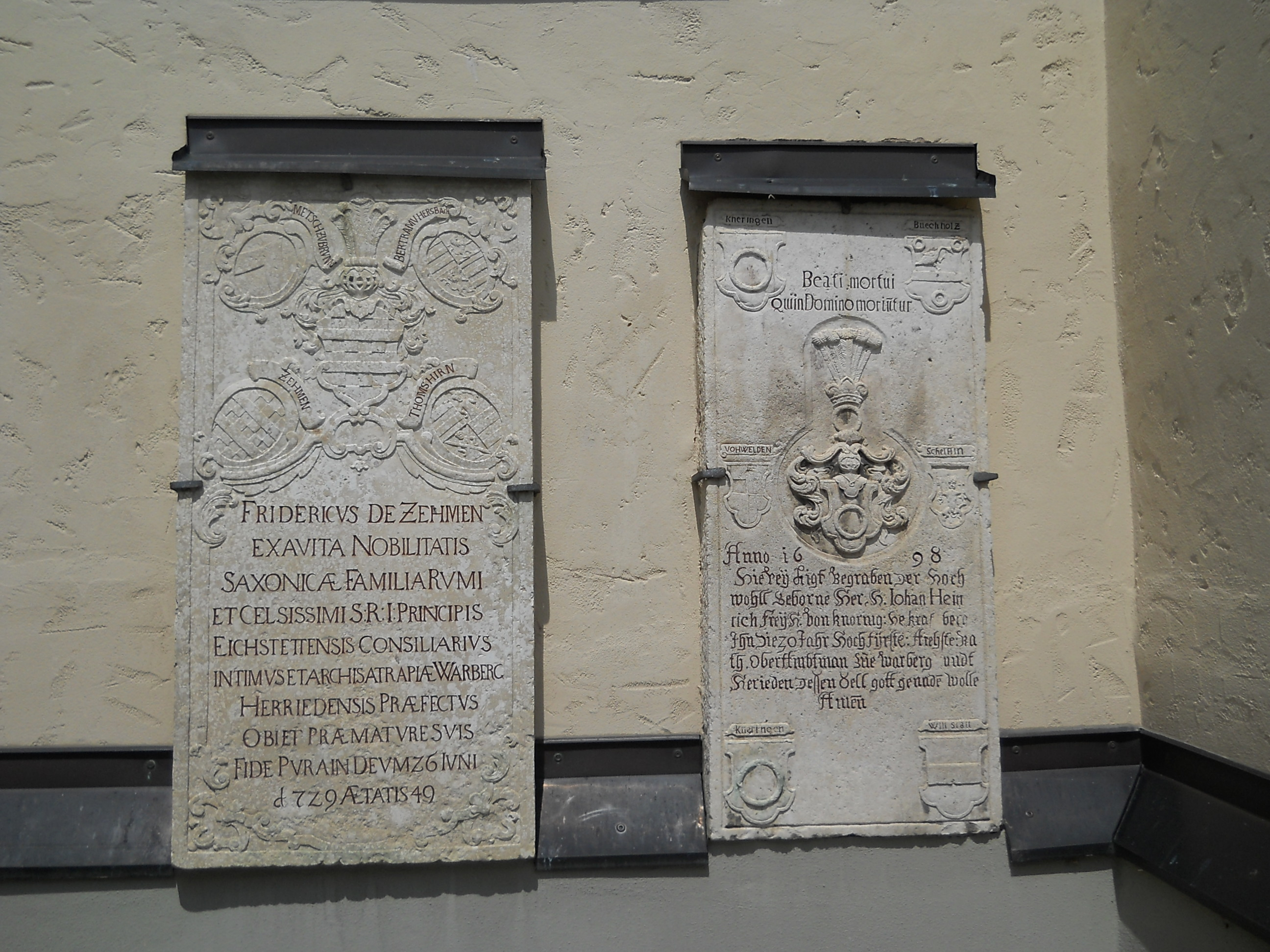
Grabdenkmäler an der Außenwand

### Die barocken Fresken
Das Fresko im Chor stellt die Abendmahlszene dar. Die vier Diagonal-Medaillons zeigen die alttestamentlichen Propheten Melchisedek, Abraham und Isaak sowie den Mannaregen.

### Bruderschaftsstangen

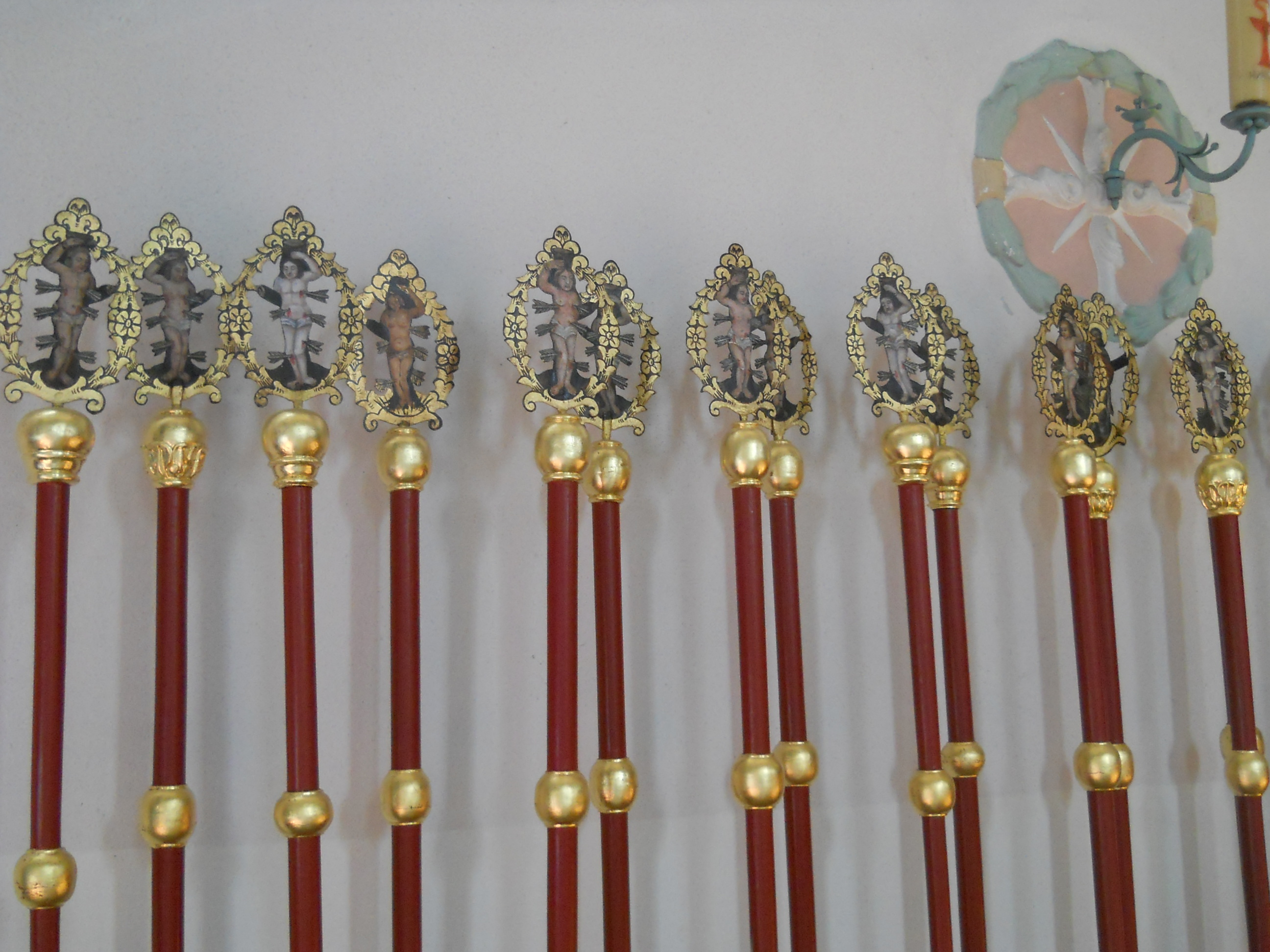
Bruderschaftsstangen

Im Jahr 1488 bestätigte der Eichstätter Bischof Wilhelm von Reichenau die Auracher Bruderschaft der seligen Jungfrau Maria und des heiligen Sebastian. 1685 wurde die Bruderschaft erneuert. Die Pfarrkirche besitzt eine Reihe von Prozessionsstangen der Bruderschaft aus dem 18. Jahrhundert. Die ausgestanzten, beiderseitig bemalten Blechaufsätze zeigen den heiligen Sebastian. Das Bruderschaftsfest wird alljährlich im Januar begangen.

### Turmwappen
Bei der barocken Umgestaltung des unverputzten Kirchturms 1745 wurde an ihm ein Monumentalwappen des Fürstbischofs Johann Anton II. von Freyberg angebracht.

### Glocken
Anstelle der im Zweiten Weltkrieg abgelieferten Bronzeglocken kamen Stahlglocken in den Turm, die 1968 durch fünf neue Glocken in den Tönen e, g, a, h, d ersetzt wurden.

## Sonstiges
In der Pfarrei, die zum Pfarrverband Herrieden-Aurach im Dekanat Herrieden in der Diözese Eichstätt gehört, und in ihren Filialorten Windshofen, Hilsbach und Eyerlohe leben circa 1400 Katholiken. An Gruppen sind in der Pfarrei aktiv die Katholische Arbeitnehmerbewegung (KAB), ein Zweigverein des Katholischen Deutschen Frauenbundes (KDFB), die Katholische Landvolkbewegung, zwei Krankenpflegevereine und der Malteser Hilfsdienst. In Aurach und in Weinberg werden Katholische Kindertagesstätten betrieben. Es existiert ein 14 km langer Besinnungsweg „Zum Sonnengesang des Heiligen Franz von Assisi“ mit zehn Meditationsstationen zur Begegnung mit der Vielfalt der Schöpfung Gottes. Er wurde im Rahmen der Lokalen Agenda 21 der Gemeinde Aurach errichtet. Um Aurach gibt es zahlreiche Flur- und Kleindenkmäler (Grenzsteine, Sühnekreuze, Feldkapellen).